# SKS 16
SKS 16 bezeichnet einen Fährschiffstyp, von dem zwei Einheiten für die norwegische Reederei Torghatten Nord gebaut wurden.

## Geschichte
Die Fähren wurden im Dezember 2009 zusammen mit zwei Einheiten des Typs SKS 21 bestellt. Sie wurden auf der polnischen Werft Gdańska Stocznia „Remontowa“ in Danzig für die Reederei Torghatten Nord gebaut und im September 2011 abgeliefert. Der Schiffsentwurf stammte von NSK Ship Design.
Die Fähren werden von Torghatten Nord auf zwei Strecken in der Provinz Troms eingesetzt. Für die Namensgebung der Schiffe wurde ein Wettbewerb unter den Fahrgästen der Reederei veranstaltet.

## Beschreibung
Die Schiffe werden von zwei Volvo-Penta-Dieselmotoren des Typs D16 mit jeweils 442 kW Leistung angetrieben. Die Motoren wirken jeweils auf eine Schottel-Propellergondel mit Twin-Propeller. Für die Stromerzeugung stehen zwei Generatoren zur Verfügung, die von jeweils einem Volvo-Penta-Dieselmotor des Typs D7A mit 139 kW Leistung angetrieben werden.
Die Schiffe verfügen über ein durchlaufendes, 34,8 Meter langes Fahrzeugdeck mit zwei Fahrspuren. Das Fahrzeugdeck ist größtenteils nach oben offen. Mittig ist es mit dem Steuerhaus überbaut. Die nutzbare Durchfahrtshöhe beträgt 4,5 Meter. Das Fahrzeugdeck kann mit 58,5 t belastet werden, die maximale Achslast beträgt 13 t. Auf dem Fahrzeugdeck können 16 Pkw befördert werden.
Auf einer Seite der Fähren ist auf dem Hauptdeck ein Aufenthaltsraum für die Passagiere eingerichtet. Die Passagierkapazität der Fähren beträgt 47 Personen. Die Fähren sind jeweils mit zwei Schiffsevakuierungssystemen ausgerüstet.

## Schiffe
| SKS 16     | SKS 16       | SKS 16     | SKS 16                                              | SKS 16                   |
| Bauname    | Baunummer    | IMO-Nummer | Kiellegung Stapellauf Ablieferung                   | Strecke                  |
| ---------- | ------------ | ---------- | --------------------------------------------------- | ------------------------ |
| Rebbenesøy | 2398/1 610/1 | 9589449    | 25. August 2010 22. Februar 2011 2. September 2011  | Mikkelvik–Bromnes        |
| Uløytind   | 2398/2 610/2 | 9589451    | 8. September 2010 11. April 2011 30. September 2011 | Rotsund–Havnnes–Klauvnes |

Die Schiffe fahren unter norwegischer Flagge, Heimathafen ist Tromsø.